# Brian Kelleher
Brian Matthew Kelleher, född 19 augusti 1986 i Oceanside, New York, är en amerikansk MMA-utövare som sedan 2017 tävlar i organisationen Ultimate Fighting Championship.